# Ignazio Giunti
Ignazio Giunti (Róma, 1941. augusztus 30. – Buenos Aires, 1971. január 10.) olasz autóversenyző.

## Pályafutása
1941-ben Rómában módos családban született. Tizenéves korától kezdve Alfa Romeókkal versenyzett, a márka egyik szériaautójával nyerte meg 1967-ben a hegyi Európa-bajnokságot. Ezután szerződtette az Autodelta, az olasz cég versenyrészlege a sportautó-programba, Nani Galli mellé. Giunti bemutatkozása eredményesen végződött, a páros T33-asa második helyen végzett a Targa Florión és negyedik helyen a Le Mans-i 24 óráson, legjobb kétliteres autóként.
A következő évben Giunti és Galli szinte egyik versenyen sem értek célba, a rómaira ennek ellenére is felfigyelt a Scuderia Ferrari, és 1970-ben leigazolta gyári csapatába. A veterán Nino Vaccarella oldalán azonnal győzelemre jutott a Sebringi 12 óráson a zömök Ferrari 512S-sel. A szezon nagy részében a páros nem bírt el a domináns Porschéval, ám rendszerint ők voltak a Ferrari legjobb egysége.
A Ferrari az 1970-es év első nagydíjain csak egyetlen autót indított el, melyet Jacky Ickx vezetett, a júniusi belga futamra azonban egy második 312B-t is kiállítottak. Két jelöltjük is volt az autóra, Giunti és a Formula–2-ben remeklő Clay Regazzoni. Spában Giunti kezdett, aki hibátlan versenyzéssel negyedik pozícióban ért célba bemutatkozó futamán, ráadásként a Ferrari első pontjait szerezte meg a szezonban. Regazzoni azonban megismételte ezt a helyezést saját debütálásán két héttel később, a Francia Nagydíjon pedig, ahol ismét rajta volt a sor, Giunti nem tudta tartani magát a mércéhez, csupán 14. lett. Az autó Regazzoninál maradt, aki még év végéig megszerezte első futamgyőzelmét, a bajnokságot pedig harmadik helyen zárta számos verseny kihagyása ellenére, ezzel pedig be is betonozta helyét a királykategóriában. 1971-ben a Buenos Aires-i 1000 kilométeres futamon vesztette életét. Jean-Pierre Beltoise a célegyenesben tolta autóját mikor Ignazio eltalálta azt. Ferrarija egyből lángra kapott, és már nem tudták megmenteni az életét.

## Halála
Az 1971-es szezon hamar elkezdődött számára, a január 10-i 1000 mérföldes Buenos Aires-i versennyel. Giunti csapattársa Arturo Merzario lett, a fiatalabb olasz azonban már nem vehette át az autót. Csupán 36 kör telt el a versenyből, mikor Giunti a célegyenesbe ért, és egy lekörözésre készült. A takarás miatt nem vette észre, hogy Jean-Pierre Beltoise, aki nem sokkal korábban megállt a pályán, Matráját tolja a bokszok felé. Giunti beleszáguldott a másik autóba. Valóságos csoda, hogy Beltoise túlélte a balesetet, akit nem talált el Giunti autója. A Ferrari azonban kigyulladt. A jelenet a Ferrari-garázs közelében történt, Merzario pedig azonnal csapattársa segítségére sietett. A 29 éves olasz azonban már nem élt, a legtöbb forrás szerint már a hatalmas ütközésben életét veszítette.

## Eredményei

### Le Mans-i 24 órás autóverseny
| Év   | Csapat            | Autó             | Csapattárs      | Helyezés | Kiesés oka  |
| ---- | ----------------- | ---------------- | --------------- | -------- | ----------- |
| 1966 | ASA               | ASA RB613        | Spartaco Dini   | Kiesett  | Kuplunghiba |
| 1968 | Autodelta SpA     | Alfa Romeo T33/2 | Nanni Galli     | 2.       |             |
| 1970 | SpA Ferrari SEFAC | Ferrari 512S     | Nino Vaccarella | Kiesett  | Motorhiba   |

### Teljes Formula–1-es eredménysorozata
(Táblázat értelmezése)

(Félkövér: pole-pozícióból indult; dőlt: leggyorsabb kört futott) 

| Év   | Csapat           | Modell       | Motor           | 1   | 2   | 3   | 4     | 5   | 6      | 7   | 8   | 9     | 10     | 11  | 12  | 13  | Helyezés | Pont |
| ---- | ---------------- | ------------ | --------------- | --- | --- | --- | ----- | --- | ------ | --- | --- | ----- | ------ | --- | --- | --- | -------- | ---- |
| 1970 | Scuderia Ferrari | Ferrari 312B | Ferrari Flat 12 | RSA | ESP | MON | BEL 4 | NED | FRA 14 | GBR | GER | AUT 7 | ITA Ki | CAN | USA | MEX | 17.      | 3    |